# Вила дел Конте
Вѝла дел Ко̀нте (на италиански: Villa del Conte; на венециански: Via 'l Conte, Вия ъл Конте) е градче и община в Северна Италия, провинция Падуа, регион Венето. Разположено е на 28 m надморска височина. Населението на общината е 5530 души (към 2010 г.).